# Yunguyo
Yunguyo es una ciudad peruana capital del distrito y de la provincia homónimos en el departamento de Puno. Según el censo de 2005, tenía 11 890 habitantes.
La ciudad está ubicada en el istmo de Yunguyo, muy cerca al lago Titicaca. Un camino la conecta con la ciudad boliviana de Copacabana, ubicada a pocos kilómetros en el sector oriental de la península de Copacabana.

## Clima
| Parámetros climáticos promedio de Yunguyo | Parámetros climáticos promedio de Yunguyo | Parámetros climáticos promedio de Yunguyo | Parámetros climáticos promedio de Yunguyo | Parámetros climáticos promedio de Yunguyo | Parámetros climáticos promedio de Yunguyo | Parámetros climáticos promedio de Yunguyo | Parámetros climáticos promedio de Yunguyo | Parámetros climáticos promedio de Yunguyo | Parámetros climáticos promedio de Yunguyo | Parámetros climáticos promedio de Yunguyo | Parámetros climáticos promedio de Yunguyo | Parámetros climáticos promedio de Yunguyo | Parámetros climáticos promedio de Yunguyo |
| Mes                                       | Ene.                                      | Feb.                                      | Mar.                                      | Abr.                                      | May.                                      | Jun.                                      | Jul.                                      | Ago.                                      | Sep.                                      | Oct.                                      | Nov.                                      | Dic.                                      | Anual                                     |
| ----------------------------------------- | ----------------------------------------- | ----------------------------------------- | ----------------------------------------- | ----------------------------------------- | ----------------------------------------- | ----------------------------------------- | ----------------------------------------- | ----------------------------------------- | ----------------------------------------- | ----------------------------------------- | ----------------------------------------- | ----------------------------------------- | ----------------------------------------- |
| Temp. máx. media (°C)                     | 18.6                                      | 18.3                                      | 18.5                                      | 17.4                                      | 16.1                                      | 14                                        | 14.2                                      | 16.1                                      | 16.9                                      | 18.8                                      | 19.4                                      | 18.8                                      | 17.3                                      |
| Temp. media (°C)                          | 10.6                                      | 10.7                                      | 10.7                                      | 8.4                                       | 6.3                                       | 3.4                                       | 3.6                                       | 5.6                                       | 7.4                                       | 8.9                                       | 9.9                                       | 10.4                                      | 8                                         |
| Temp. mín. media (°C)                     | 2.6                                       | 3.1                                       | 2.9                                       | -0.6                                      | -3.5                                      | -7.2                                      | -7                                        | -4.9                                      | -2.1                                      | -0.9                                      | 0.4                                       | 2.1                                       | -1.3                                      |
| Fuente: climate-data.org                  |                                           |                                           |                                           |                                           |                                           |                                           |                                           |                                           |                                           |                                           |                                           |                                           |                                           |